# 丘の夢牧場
丘の夢牧場（おかのゆめぼくじょう）は、富山県富山市婦中町千里前山1にある牧場である。富山県農林水産総合技術センター畜産研究所内の施設として位置付けられている。
2020年5月28日時点で、家畜伝染病予防のため一般開放中止中である。

## 概要
1984年度から建設、1989年5月12日、『富山県肉用牛センター』の牧場として開所した。優良な繁殖牛の改良、増殖や受精卵移植技術の開発を実用化を進める拠点として位置付けられていた。開所時点で約130頭の牛を飼育。
総面積82.3ha（うち草地48.2ha）、憩いの広場、展望台、遊歩道など、ふれあい施設も整備されている。1994年時点では富山県農地開発公社による運営となっていた。富山中央部丘の夢構想の一部となる施設でもある。